# Franz Olberg

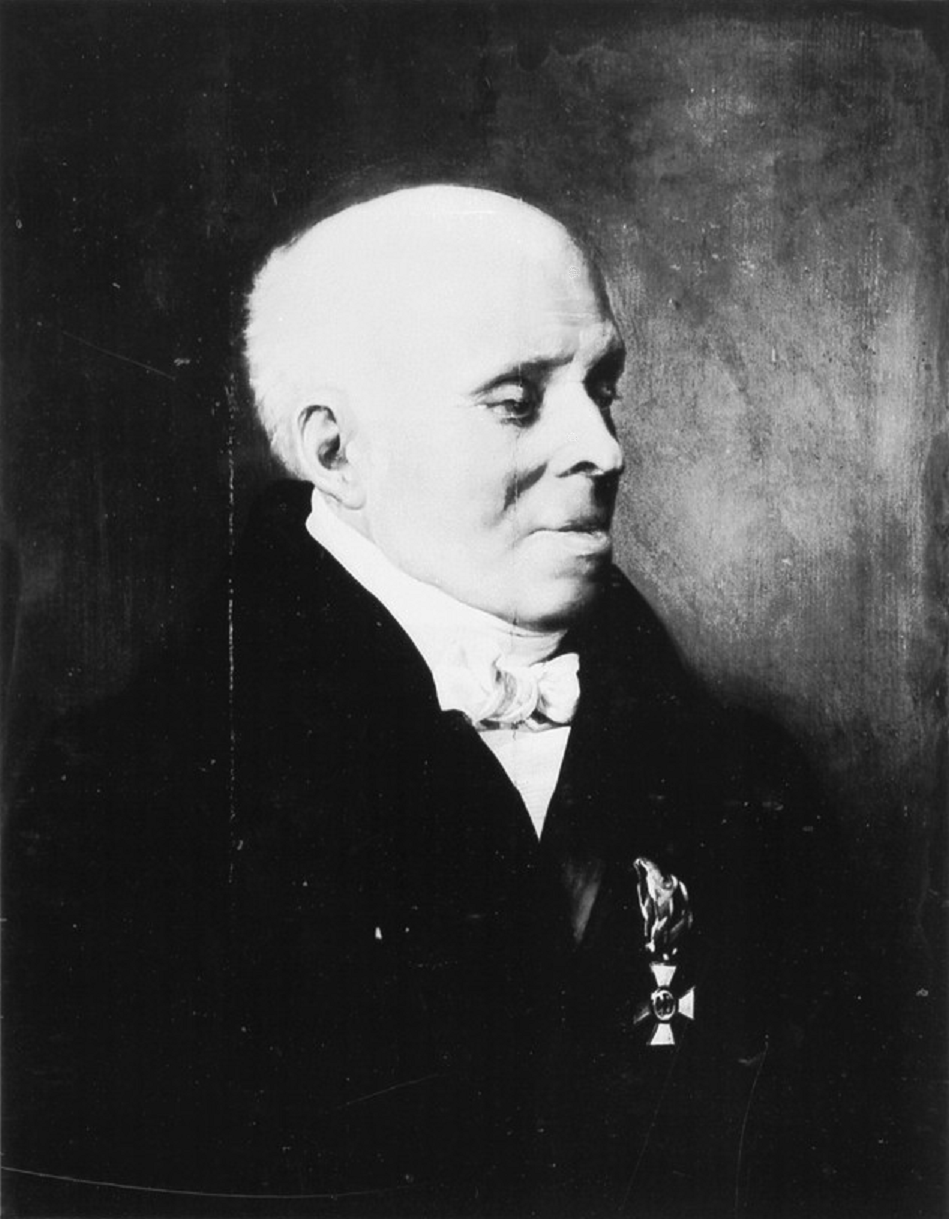
Franz Olberg

Franz Olberg (* 4. Oktober 1767 in Dessau; † 10. Mai 1840) war Medizinalrat und fürstlich anhaltinischer Leibarzt.

## Leben
Franz Olberg, Sohn eines Dessauer Gutsbesitzers, war Angehöriger der anhalt-dessauischen Familie Olberg. Nachdem er Privatunterricht erhalten hatte, besuchte er die herzogliche Hauptschule in Dessau und wechselte 1789 auf die Universität Halle um sich dem Medizinstudium zu widmen. Dort zählte insbesondere Professor Meckel zu seinen Inspiraten. Mit seiner 1791 abgefassten und viel beachteten Dissertation De Docimasia Pulmonum Hydrostatica, erlangte er 1792 nach Verteidigung selbiger den Grad eines Doktors. Im Anschluss besuchte er für ca. ein Jahr die Vorlesungen von Peter Frank in Wien und Pavia, bevor er nach Dessau zurückkehrte und mit den Titeln Hofmedikus und Hofrat sein Wirken aufnahm.
Er genoss das Vertrauen von Herzog Franz, wurde auf dessen Wunsch hin Mitglied in der Medizinalkommission und im unmittelbaren Anschluss mit dem Prädikat eines Geheimen Medizinalrats Chef des gesamten Medizinalwesens in Anhalt-Dessau. Hier brachte er sich nach Kräften mit Neuerungen und Reformen ein, begründet die Landeshebammenschule und ein chirurgisches Seminar in Dessau. Auch führte er die Pockenimpfung in Anhalt ein, worin er eine tatkräftige Fürsprecherin in Fürstin Luise fand und wegweisend für die Gesundheitsfürsorge in ganz Deutschland war.
Besonders tat er sich in den Jahren 1813 und 1814 hervor, wo er neben einer Epidemie auch als Wundarzt für die unzähligen Versehrten aus den Befreiungskriegen, vor allem die welche vor Leipzig Verwundungen auf sich gezogen hatten, tätig war. Zu diesem Zweck hatte er extra ein Spital in Zerbst gegründet. Der preußische König Friedrich Wilhelm III. ehrte Olberg, indem er ihm den Roten Adlerorden III. Klasse verlieh.
Olberg wurde 1832 vom Herzog zum Kammerrat und damit auch zum stimmberechtigten Mitglied des herzoglichen Kammerkollegiums ernannt. Da Olberg nicht nur als praktizierender Mediziner tätig war, sondern sich auch stets um die Wissenschaft bemüht zeigte, genoss er hohes Ansehen, auch über die Landesgrenzen hinweg. So bedankte sich beispielsweise der nachmalige Pharmakologe Ludwig Krahmer in seiner Dissertation bei Franz Olberg für das Zurverfügungstellen eines Urogenitalpräparates.
Er war Leibarzt von Herzog Franz, des Prinzen Friedrich und von Herzog Leopold IV.
Bereits am 13. April 1796 hatte sich Olberg mit Karoline Henriette Bramigk († 4. April 1826), der Tochter des Kaufmanns Karl Friedrich Bramigk vermählt. Aus der Ehe gingen zwei Töchter hervor, die beide in den Stand der Ehe traten.
Die von Olberg angelegte Bibliothek umfasste zum Zeitpunkt seines Todes, er verstarb in Folge eines Schlagflusses, ca. 8000 Werke zum Thema der Heilkunde und dahingehender Hilfswissenschaften.

## Werke
- Beiträge zur Literatur der Blattern und deren Einimpfung vom Jahre 1768 bis 1790, Halle 1791
- De Docimasia Pulmonum Hydrostatica, Halle 1791 (Dissertation); vgl.: Abhandlung von der Wasserprobe der Lungen, Altenburg 1793, (Digitalisat)